# Duits voetbalkampioenschap 1961/62
Het seizoen 1961/62 was het 53e seizoen om het Duitse voetbalkampioenschap ingericht door de DFB.
Vanwege de deelname van het Duits voetbalelftal aan het Wereldkampioenschap voetbal 1962 speelden de negen deelnemende clubs aan de eindronde een aangepast schema ten opzichte van de voorgaande jaren. Twee clubs speelden eerst een kwalificatieronde om de achtste startplaats voor de groepswedstrijden. De acht gekwalificeerde teams voor deze groepswedstrijden speelden in twee groepen van vier clubs één thuiswedstrijd, één uitwedstrijd en één wedstrijd op neutraal terrein. De beide winnaars speelden de finalewedstrijd op 12 mei 1962 in het Olympiastadion in Berlijn.

## Deelnemers
| Liga               | #1                   | #2                  |
| ------------------ | -------------------- | ------------------- |
| Oberliga Nord      | Hamburger SV         | SV Werder Bremen    |
| Oberliga West      | 1. FC Köln           | FC Schalke 04       |
| Oberliga Südwest   | Borussia Neunkirchen | FK 03 Pirmasens     |
| Oberliga Süd       | 1. FC Nürnberg       | Eintracht Frankfurt |
| Berliner Stadtliga | Tasmania 1900 Berlin |                     |

## Eindronde

### Kwalificatieronde
De wedstrijd werd gespeeld op 14 april 1962.
| plaats   | winnaar       | uitslag | verliezer        |
| -------- | ------------- | ------- | ---------------- |
| Hannover | FC Schalke 04 | 4-1 nv  | SV Werder Bremen |

winnaar naar groepswedstrijden

### Groep 1
| datum | plaats       | thuisclub            | uitslag | uitclub              |
| ----- | ------------ | -------------------- | ------- | -------------------- |
| 21-04 | Berlijn      | Tasmania 1900 Berlin | 1-2     | 1. FC Nürnberg       |
| 23-04 | Dortmund     | FC Schalke 04        | 3-2     | Borussia Neunkirchen |
| 28-04 | Ludwigshafen | 1. FC Nürnberg       | 3-2     | Borussia Neunkirchen |
| 28-04 | Keulen       | Tasmania 1900 Berlin | 1-1     | FC Schalke 04        |
| 05-05 | Neurenberg   | 1. FC Nürnberg       | 3-1     | FC Schalke 04        |
| 05-05 | Saarbrücken  | Borussia Neunkirchen | 0-1     | Tasmania 1900 Berlin |

| Plaats | Club                     | Wed. | W | G | V | Saldo | Ptn. |
| ------ | ------------------------ | ---- | - | - | - | ----- | ---- |
| 1.     | 1. FC Nürnberg           | 3    | 3 | 0 | 0 | 8:4   | 6:0  |
| 2.     | SC Tasmania 1900 Berlin  | 3    | 1 | 1 | 1 | 3:3   | 3:3  |
| 3.     | FC Schalke 04            | 3    | 1 | 1 | 1 | 5:6   | 3:3  |
| 4.     | Borussia VfB Neunkirchen | 3    | 0 | 0 | 3 | 4:7   | 0:6  |

|  | Geplaatst voor finale |

### Groep 2
| datum | plaats            | thuisclub           | uitslag | uitclub             |
| ----- | ----------------- | ------------------- | ------- | ------------------- |
| 21-04 | Frankfurt am Main | Eintracht Frankfurt | 1-3     | 1. FC Köln          |
| 21-04 | Ludwigshafen      | FK 03 Pirmasens     | 3-6     | Hamburger SV        |
| 28-04 | Hannover          | 1. FC Köln          | 1-0     | Hamburger SV        |
| 28-04 | Stuttgart         | Eintracht Frankfurt | 8-1     | FK 03 Pirmasens     |
| 05-05 | Keulen            | 1. FC Köln          | 10-0    | FK 03 Pirmasens     |
| 05-05 | Hamburg           | Hamburger SV        | 1-2     | Eintracht Frankfurt |

| Plaats | Club                | Wed. | W | G | V | Saldo | Ptn. |
| ------ | ------------------- | ---- | - | - | - | ----- | ---- |
| 1.     | 1. FC Köln          | 3    | 3 | 0 | 0 | 14:01 | 6:0  |
| 2.     | Eintracht Frankfurt | 3    | 2 | 0 | 1 | 11:05 | 4:2  |
| 3.     | Hamburger SV        | 3    | 1 | 0 | 2 | 07:06 | 2:4  |
| 4.     | FK Pirmasens        | 3    | 0 | 0 | 3 | 04:24 | 0:6  |

|}

### Finale
|             |                                                             |       |                |                                                                           |
| 12 mei 1962 | 1. FC Köln                                                  | 4 – 0 | 1. FC Nürnberg | Olympiastadion, Berlijn Toeschouwers: 82.700 Scheidsrechter: Albert Dusch |
| 12 mei 1962 | Hans Schäfer 22' Ernst-Günter Habig 26', 49' Fritz Pott 71' |       |                | Olympiastadion, Berlijn Toeschouwers: 82.700 Scheidsrechter: Albert Dusch |

1. FC Köln werd voor de eerste keer Duits landskampioen.
Als Duits kampioen nam 1. FC Köln deel aan de Europacup I 1962/63.
Als DFB-Pokal winnaar nam 1. FC Nürnberg deel aan de Europacup II 1962/63.
Aan de Jaarbeursstedenbeker 1962/63 namen Tasmania 1900 Berlin, 1. FC Köln en Bayern München deel.